# Verzahnung
Eine Verzahnung in der Technik ist die Formgebung eines Werkstücks mit Zacken, Zinken oder Keilen zur Herstellung einer Verbindung, zur Erhöhung der Reibung oder als Trennwerkzeug. Der Begriff Verzahnung kann sowohl die Form und Anordnung als auch die Herstellung der Zähne bezeichnen. Verzahnung von Sägen in beiden Bedeutungen wird auch Bezahnung genannt.

## Allgemein
Gegenüberliegende Verzahnungen mit formschlüssig ineinander greifenden Zahnflanken eignen sich zur Übertragung von Leistung, Drehmoment oder Drehgeschwindigkeit wie beim Zahnrad und weiteren Getriebeteilen. Passverzahnungen als starr ineinander greifende Verzahnungen können den Zweck einer festen, aber lösbaren Kupplung haben wie bei der Hirth-Verzahnung. 
Die Verzahnung von Balken, Bohlen und Trägern ist eine alte Technik der Zimmerer, um die Länge und die Tragfestigkeit von Holzbauteilen zu vergrößern. Heute ist die maschinell hergestellte Keilzinkung verbreitet.
Beim Mauerwerksbau bedeutet Verzahnung die Herstellung einer Verbindungsstelle im Mauerwerksverband für eine später zu errichtenden Wand, die im Winkel von 90 ° zur verzahnten Wand steht. Man unterscheidet zwischen Lochverzahnung, stehender und liegender Verzahnung.
Einseitige Zahnungen eignen sich zur Erhöhung der Reibung (Riffelblech, Rändelung), als Greifwerkzeug (Rechen, Kamm, Zahnspachtel, Löffel eines Baggers) oder als Schneidteil eines Trennwerkzeugs zur spanenden Bearbeitung von Werkstücken (Säge, Raspel, Feile, Fräswerkzeuge), bei dem die Zähne als Schneidkeile dienen. Die Rändelung und manche Fräswerkzeuge sind Beispiele für Kreuzverzahnung.
Von Verzahnung ohne Formschluss ist auch bei rauen Oberflächen (wie durch Sandstrahlen) und bei Textilien die Rede. Diese Verzahnung wird beim Fügen als Haftreibung von der Adhäsion unterschieden. Bei Vliesstoff und Filz wird die Haftreibung durch Verschlingen der Fasern verstärkt. Verzahnen mit Widerhaken ermöglicht den Reißverschluss oder den Klettverschluss. 
Verzahnungen zur Verbindung beziehungsweise zur Erhöhung der Reibung kommen auch in der Natur vor: So hat die Echte Käferzikade eine Verzahnung an den Beinen, die dazu dient, deren Bewegung zu synchronisieren.

## Passverzahnungen und Getriebe
Zu den Maschinenelementen mit Passverzahnung oder Steckverzahnung zählen Verbindungselemente mit Kerbverzahnung und Keilverzahnung, die zum Beispiel als Mitnehmer höchstens eine axiale Bewegung zueinander erlauben, wie etwa das Innenvielzahn-Profil für Schraubenkopfantriebe. Die Mehrzahl dieser Anwendungen gehört zu den Welle-Nabe-Verbindungen. 
Formschlüssig verzahnt sind außerdem gegeneinander bewegliche Teile wie Zahnräder, Zahnstangen und Schneckenräder. Zahnstangen können mit Zahnrädern oder Schneckenrädern kombiniert werden, um eine lineare Bewegung (vor – zurück) in eine rotierende umzuwandeln, oder umgekehrt als bei der Zahnradbahn. Zahnräder können mit weiteren Zahnrädern, Zahnstangen oder Schneckenrädern kombiniert werden. Zudem gibt es in Kombination mit Zahnrädern formfeste, aber elastisch verformbare Zahnriemen, die einer Gleiskette ähnlich den Kraftschluss des Keilriemens zum Formschluss machen.
Die Geometrie beweglicher Zahnflanken sollte so ausgelegt sein, dass die Übertragung der Kräfte (beim Zahnrad das Drehmoment) gemäß dem Verzahnungsgesetz mit möglichst wenig Reibung geschieht. Die sich berührenden Zahnflanken von Wälzgetrieben sollten aufeinander abrollen (bei Schneckengetrieben gleiten sie). Nach der Form der Zahnflanken werden Verzahnungsarten unterschieden: Am häufigsten im Maschinenbau ist die Evolventenverzahnung. Getriebe mit großen Übersetzungsverhältnissen wie etwa bei Uhrwerken haben Zahnräder mit Zykloidenverzahnung. Neben der zur Rotationsachse parallelen Geradverzahnung gibt es Schrägverzahnungen zum Ausgleich axialer Kräfte, wie etwa die Pfeilverzahnung, sowie Bogen- oder Spiralverzahnungen.

### Herstellung
Siehe auch: Zahnrad#Herstellung
Die Herstellung von Passverzahnungen und Zahnrädern gilt als kompliziert, weshalb dafür spezielle Verfahren entwickelt wurden. Dazu zählt das Wälzhobeln, Wälzstoßen und Wälzfräsen, wobei letzteres in der Serienfertigung genutzt wird und die ersten beiden wegen der geringeren Produktivität, aber höheren Flexibilität, für Einzelstücke und Kleinserien. Die Endbearbeitung geschieht in allen Fällen durch Wälzschleifen. Anstelle des Hobelns, Stoßens oder Fräsens kann auch das Gesenkschmieden für die Rohteile genutzt werden. Für Schneckenräder eignen sich das Wälzdrehen sowie das Wirbeln (das verwandt mit dem Fräsen ist).